# Eichborn
Eichborn est une maison d'édition allemande fondée en 1980 par Vito von Eichborn (de) et Latthias Kierzek. Basée à Francfort-sur-le-Main, elle a été rachetée fin 2011 par Bastei Lübbe (en), société de Cologne dont elle forme depuis une filiale.